# Tony Djim
Tony De Beatidi Djim (13 januari 1997) is een Belgisch voetballer die bij voorkeur als aanvaller speelt. Hij tekende in 2014 bij FC Porto. Hij is de broer van Célestin Djim

## Clubcarrière
Djim werd geboren in de Centraal-Afrikaanse Republiek en verhuisde op tweejarige leeftijd naar België. Hij speelde in de jeugd voor CS Visé en Standard Luik. In 2014 maakte de aanvaller de overstap naar FC Porto. Op 11 maart 2015 debuteerde hij voor FC Porto B in de Segunda Liga tegen SC Olhanense. Hij mocht na 73 minuten invallen en zag zijn team met 2–2 gelijkspelen.

## Clubstatistieken
| Seizoen | Club       | Land     | Competitie   | Wed. | Doelp. |
| ------- | ---------- | -------- | ------------ | ---- | ------ |
| 2014/15 | FC Porto B | Portugal | Segunda Liga | 2    | 0      |
| 2015/16 | FC Porto B | Portugal | Segunda Liga | 0    | 0      |
| 2016/17 | FC Porto B | Portugal | Segunda Liga | 12   | 1      |
| 2017/18 | FC Porto B | Portugal | Segunda Liga | 15   | 3      |
| Totaal  | Totaal     | Totaal   | Totaal       | 29   | 4      |

## Interlandcarrière
In maart 2015 werd hij door bondscoach Gert Verheyen opgeroepen voor België –19.